# Synapturanus
Synapturanus é um gênero de anfíbios da família Microhylidae.
As seguintes espécies são reconhecidas:
- Synapturanus mirandaribeiroi Nelson & Lescure, 1975
- Synapturanus rabus Pyburn, 1977
- Synapturanus salseri Pyburn, 1975